# Katherine Horny
Pour les articles homonymes, voir Horny.
Katherine Horny, née à Lima au Pérou le 11 novembre 1969, est une joueuse de volley-ball péruvienne.
Elle évolue en équipe du Pérou de volley-ball féminin dans les années 1980. 

## Palmarès
- Jeux olympiques
  -  Médaille d'argent en volley-ball en 1988 à Séoul